# Centralt ämbetsverk
Ett centralt ämbetsverk eller statligt verk är en statlig myndighet som är direkt underställd regeringen. I modern svensk lag- och förordningstext används i stället uttrycket central förvaltningsmyndighet.
Ämbetsverken hade sitt ursprung i de kollegier som uppstod i Sverige från Gustav Vasas tid och framåt, särskilt i och med antagandet av 1634 års regeringsform, och nådde sin moderna form genom departementalreformen 1840. I gällande svenska författningar förekommer numera termen "ämbetsverk" bara i 40 kap. 8 § rättegångsbalken. Benämningen används fortfarande i finländskt lagspråk och kan också förekomma i dagligt tal och ibland i tidningar med mera. Det kan anmärkas att uppdelningen av statliga förvaltningsmyndigheter i centrala, regionala och lokala myndigheter har blivit mindre relevant genom de förändringar som skett i myndighetsstrukturen under 1990- och 2000-talet. 